# Holy Ghost
Holy Ghost es el tercer álbum de estudio de la banda estadounidense de pop punk Modern Baseball. El álbum está previsto a ser lanzado el 13 de mayo de 2016 a través de Run For Cover Records.

## Antecedentes y composición
El 24 de febrero el álbum fue oficialmente confirmado, previsto para ser lanzado el 13 de mayo igualmente que el anterior disco de Modern Baseball a través de Run For Cover Records. El disco posee una composición atípica, compuesto por dos partes, la delantera con canciones escritas por Jakob Ewald y la trasera con canciones escritas por Brendan Lukens. Ewald declaró en relación con la canción Everyday "Tengo una muy mala memoria, Cuando me las arreglo para recordar cosas de mi pasado (reciente o remoto), que por lo general parecen insignificantes en la superficie. Sin embargo, esas son las cosas que recuerdo, y la mayoría de las cosas importantes las olvido·  El álbum es una cápsula del tiempo para los dos años desde el lanzamiento de su álbum debut en Run for cover Records.

## Promoción
El 3 de marzo de 2016 dos canciones fueron publicaras para transmisión en línea gratuita. La primera Everyday escrita por Jakob Ewald y la segunda Apple Cider, I don't Mind escrita por Brendan Lukens. Estas publicaciones intentan mostrar las diferencias de composición que se encontraran en el álbum. El 24 de febrero fueron presentas la lista de canciones y la cubierta del álbum junto a estos un video de presentación del álbum grabado por Kyle Trash.

## Lista de canciones
Toda la música compuesta por Modern Baseball. 
| N.º | Título                      | Duración |  |
| 1.  | «Holy Ghost»                | 1:01     |  |
| 2.  | «Wedding Singer»            | 2:48     |  |
| 3.  | «Note to Self»              | 3:49     |  |
| 4.  | «Mass»                      | 1:45     |  |
| 5.  | «Every Day»                 | 3:04     |  |
| 6.  | «Hiding»                    | 3:45     |  |
| 7.  | «Coding These to Lukens»    | 1:29     |  |
| 8.  | «Breathing in Stereo»       | 1:43     |  |
| 9.  | «Apple Cider, I Don't Mind» | 1:57     |  |
| 10. | «What If...»                | 2:07     |  |
| 11. | «Just Another Face»         | 3:57     |  |